# ☆☆倶楽部
『ケンケン・クッスの☆☆倶楽部 THE GANG』（ケンケン・クッスのほしほしくらぶ ザ・ギャング）は朝日放送ラジオ（ABCラジオ）のラジオ番組。1985年10月から1986年9月まで、毎週日曜 1:35 - 3:00（土曜 25:35 - 27:00）に放送。

## 概要
雑誌『月刊ラジオパラダイス』のパーソナリティ人気投票で上位（最高12位）を記録するなど、朝日放送アナウンサー（当時）として人気があったケンクス（大岩堅一、楠淳生）コンビの冠番組。放送当時のアイドルブームを背景に来阪情報、事前収録のインタビューなど、アイドル関連の話題を盛んに取り上げた。放送期間中におニャン子クラブの人気が高まっていたことを背景に、おニャン子クラブの「会員番号の唄」の歌詞を出演者・スタッフに関する内容に変えた上で「会員番号の唄・☆☆バージョン」として放送したことがあった。
その他、主なコーナーはリスナーからのソフトなことから過激なことまで様々な体験談を紹介する『すっぱい経験』など。
独立番組としては1986年9月で終了したが同年10月から1987年9月まで、『ABCラジオジラ』の金曜枠で継承。ケンクス コンビがパーソナリティを引き続き務めた。

## パーソナリティ
- 大岩堅一（放送上の愛称は「ケンケン」。『ABCラジオジラ』の後番組『ABCラジオファンキーズ』担当途中の1988年6月、朝日放送を退社。FM長野アナウンサー、フリーアナウンサーを経て、現在はあづみ野エフエム放送で生ワイド番組を担当）
- 楠淳生（放送上の愛称は「クッス」。2018年3月31日、朝日放送を定年退職。フリーアナウンサーに転身して、現在もABCラジオで番組を担当）
- 青木一郎（放送上の愛称は「青木の神」。西村知美などのアイドルに詳しい放送作家。2003年に死去）